# Berlin-Marathon 2022
| 48. Berlin-Marathon                                                  | 48. Berlin-Marathon           |
| -------------------------------------------------------------------- | ----------------------------- |
| Teilnehmerfeld bei km 16 (Kottbusser Damm/U-Bahnhof Schönleinstraße) |                               |
| Stadt                                                                | Berlin, Deutschland           |
| Datum                                                                | 25. September 2022            |
| Distanz                                                              | 42,195 Kilometer              |
| Sieger                                                               |                               |
| Männer                                                               | Eliud Kipchoge (2:01:09 h WR) |
| Frauen                                                               | Tigist Assefa (2:15:37 h)     |
| ← Berlin-Marathon 2021                                               | Berlin-Marathon 2023 →        |
| Website                                                              | Offizielle Website            |

Der Berlin-Marathon 2022 (offiziell: BMW Berlin-Marathon 2022) war die 48. Ausgabe der jährlich stattfindenden Laufveranstaltung in Berlin, Deutschland. Der Marathon fand am 25. September 2022 statt.
Es war der dritte Lauf der World Marathon Majors 2022 und hatte das Etikett Elite Platinum der World Athletics Label Road Races 2022.
Bei den Männern erzielte der Kenianer Eliud Kipchoge mit 2:01:09 Stunden einen neuen Weltrekord und unterbot dabei seinen eigenen 2018 an gleicher Stelle aufgestellten Weltrekord um 30 Sekunden.
Bei den Frauen unterboten gleich vier Starterinnen die Zeit von 2:20:00 Stunden, es siegte überraschend die Äthiopierin Tigist Assefa in 2:15:37 Stunden, der drittschnellsten jemals von einer Frau gelaufenen Zeit.

## Ergebnisse

### Männer

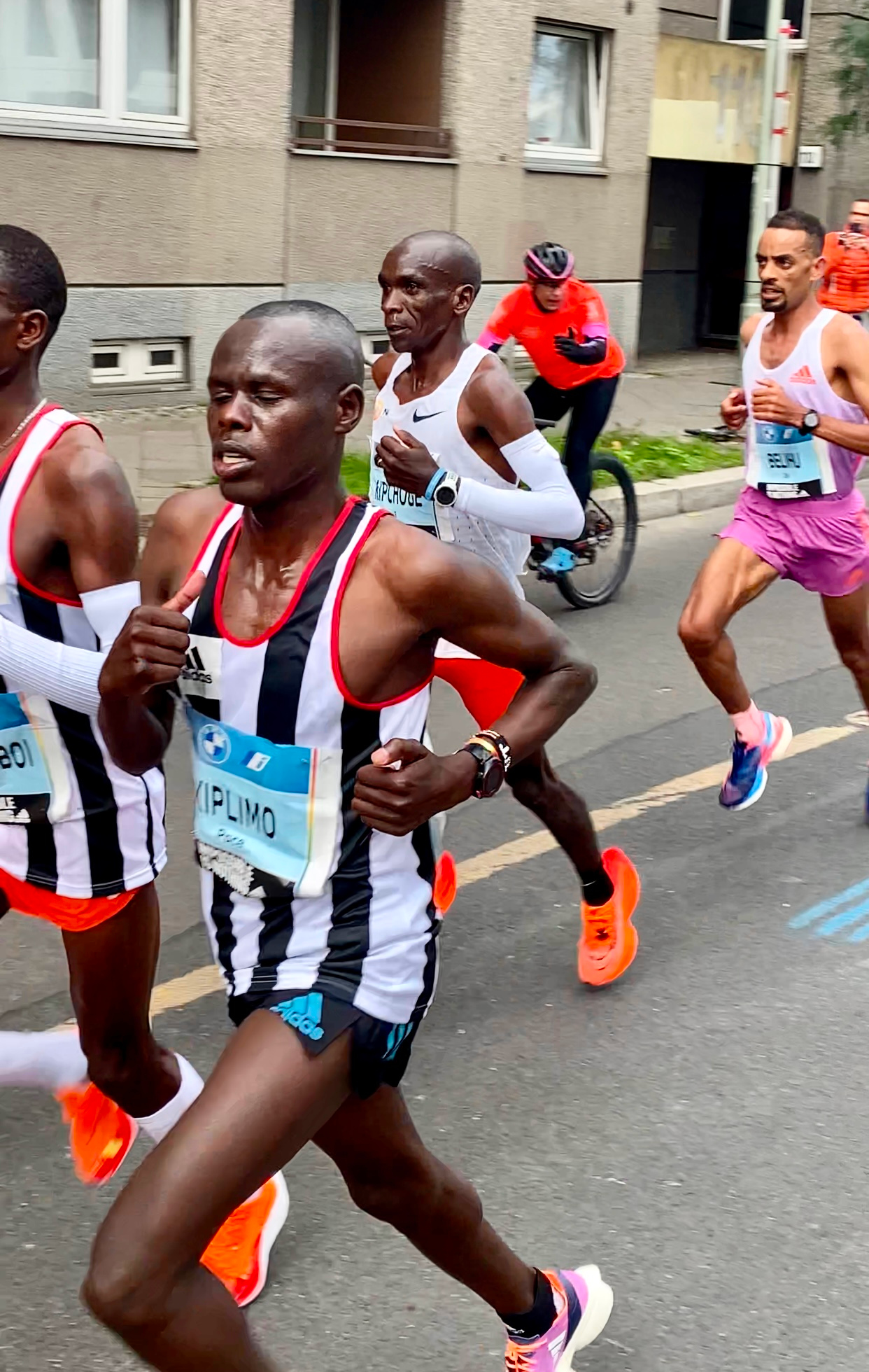
Eliud Kipchoge (Mitte) bei km 14,5 in Führung liegend (davor Tempomacher in gestreiften Trikots), rechts an Position 2 der spätere Vierte Andamlak Belihu

| Platz | Athlet           | Land        | Zeit (h) |
| ----- | ---------------- | ----------- | -------- |
| 01    | Eliud Kipchoge   | Kenia       | 2:01:09  |
| 02    | Mark Korir       | Kenia       | 2:05:58  |
| 03    | Tadu Abate       | Äthiopien   | 2:06:28  |
| 04    | Andamlak Belihu  | Äthiopien   | 2:06:40  |
| 05    | Abel Kipchumba   | Kenia       | 2:06:49  |
| 06    | Limenih Getachew | Äthiopien   | 2:07:07  |
| 07    | Kenya Sonota     | Japan       | 2:07:14  |
| 08    | Tatsuya Maruyama | Japan       | 2:07:50  |
| 09    | Kento Kikutani   | Japan       | 2:07:56  |
| 010   | Zablon Chumba    | Kenia       | 2:08:01  |
| 011   | Haftom Welday    | Deutschland | 2:09:06  |

### Frauen
| Platz | Athletin           | Land               | Zeit (h)   |
| ----- | ------------------ | ------------------ | ---------- |
| 01    | Tigist Assefa      | Äthiopien          | 2:15:37 SR |
| 02    | Rosemary Wanjiru   | Kenia              | 2:18:00    |
| 03    | Tigist Abayechew   | Äthiopien          | 2:18:03    |
| 04    | Workenesh Edesa    | Äthiopien          | 2:18:51    |
| 05    | Sisay Meseret Gola | Äthiopien          | 2:20:58    |
| 06    | Keira D’Amato      | Vereinigte Staaten | 2:21:48    |
| 07    | Rika Kaseda        | Japan              | 2:21:55    |
| 08    | Ayuko Suzuki       | Japan              | 2:22:02    |
| 09    | Sayaka Sato        | Japan              | 2:22:13    |
| 010   | Vibian Chepkirui   | Kenia              | 2:22:21    |